# Konkatedra Narodzenia Najświętszej Maryi Panny w Żywcu
Konkatedra Narodzenia Najświętszej Maryi Panny – świątynia rzymskokatolicka zbudowana w XV wieku. Dawniej kościół parafialny, od 1992 konkatedra diecezji bielsko-żywieckiej.

## Historia

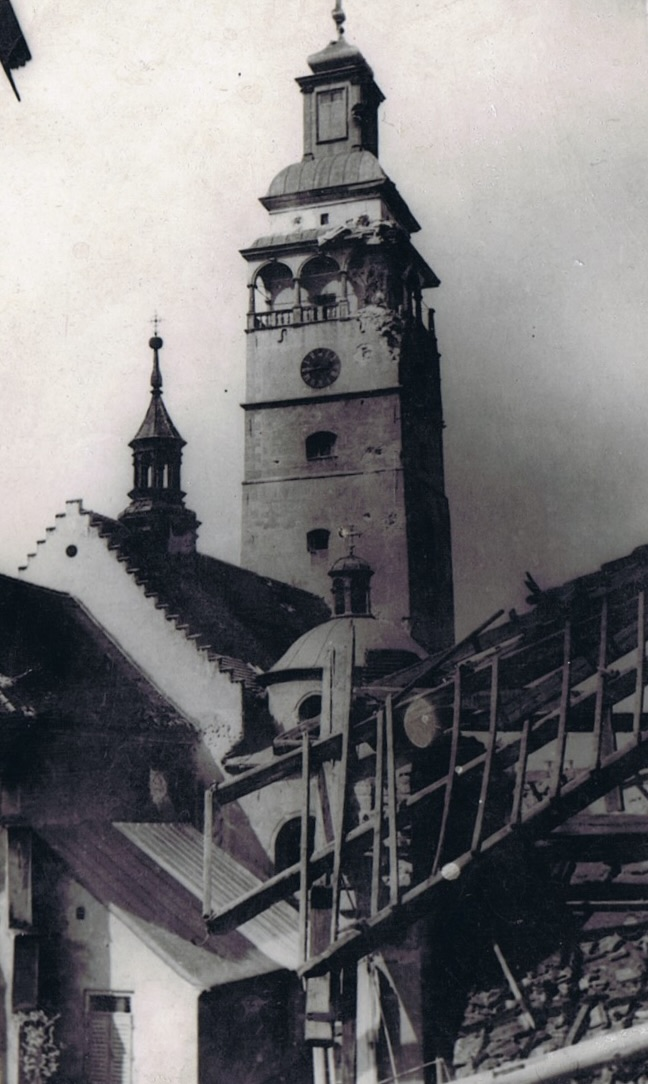
Widok kościoła w 1945 po uderzeniu przez pocisk altyrelyjski

Kościół został wybudowany w I połowie XV wieku ze środków rodziny Komorowskich herbu Korczak, co nastąpiło niedługo po lokacji Żywca na obecnym obszarze. W 1515–1542 kościół został rozbudowany dzięki dotacji udzielonej przez sekretarza królewskiego Wawrzyńca Komorowskiego i kasztelana oświęcimskiego Jana Komorowskiego. Dokonano wówczas podwyższenia murów, jak również przedłużenia prezbiterium oraz nawy. Rozbudowana świątynia została poświęcona w 1547 przez krakowskiego biskupa Erazma Ciołka.
Kolejna rozbudowa poprzez powiększenie nawy i dostawienie wieży miała miejsce w latach 1582–1583 z funduszy Jana Spytka Komorowskiego. Dzięki niemu oraz jego bratu Krzysztofowi Komorowskiemu w 1583 dokonano podwyższenia wieży, która otrzymała wówczas także galerię kolumnową, a prace wykonał Jan Ricci, będący pochodzenia włoskiego i zamieszkały wówczas w Opawie, natomiast prace kamieniarskie przeprowadził Maciej Świętek z Krakowa, a ciesielskie – Jan Carpentarius z Opawy.
Tylna część nawy z czterema skarpami powstała w latach 80. XVI wieku.
W okresie 1596–1608 miała miejsce dobudowa kaplicy Wniebowzięcia Najświętszej Maryi Panny. W wyniku śmierci Krzysztofa Komorowskiego w trakcie jej trwania, prace zostały zakończone dzięki jemu synowi, Mikołajowi Komorowskiemu. W 1639 ze środków miejskiego pisarza Krzysztofa Mrzygłodowicza powstała także kaplica Ogrójca, którą wykonał mularz Jan Szczucki.
W 1645 w tylnej części nawy powstało zachowane do czasów współczesnych sklepienie, jak również czworoboczna wieża kościelna.
W 1711 kościół został w znacznym stopniu zniszczony w wyniku pożaru, na następnie do 1712 miała miejsce jego odbudowa. Nie doszło jednak wówczas do rekonstrukcji wieży. Została ona wyremontowana w 1745 nakładem Karola Wielopolskiego, powstał wtedy jej dach hełmowy, zachowany do czasów współczesnych.
W 1776 doszło do uszkodzenia wieży w wyniku jej uderzenia przez piorun. Jej rekonstrukcja miała miejsce dopiero w 1821 z inicjatywy proboszcza ks. Franciszka Augustina.
W 1903 wybudowana została nowa zakrystia. Wnętrze kościoła uzyskało w 1930 nową polichromię autorstwa Tadeusza Korpala z Wieliczki, natomiast w 1929 powstała kaplica grobowa rodziny Habsburgów, zaprojektowana przez Franciszka Mączyńskiego.
W 1992 kościół został podniesiony do rangi konkatedry w wyniku powstania diecezji bielsko-żywieckiej na mocy bulli „Totus Tuus Poloniae populus” wydanej przez Jana Pawła II.

## Architektura

### Wygląd zewnętrzny
Kościół jest budynkiem orientowanym. Powstał z cegły oraz kamienia łamanego, które zostały następnie otynkowane. Część detali architektonicznych obiektu wykonano z ciosu, a pozostałe z cegły.

#### Mury zewnętrzne
Mury na zewnątrz świątyni zostały opięte skarpami z kilkoma uskokami. W części zachodniej nawy znajdują się cztery masywne skarpy, po dwie w północnym i południowym fragmencie. We wschodniej części nawy zlokalizowano cztery mniejsze skarpy, trzy we fragmencie południowym i jedną w północnym, natomiast dwie z nich mieszczące się w połowie długości nawy są ustawione pod skosem w stosunku do lica muru. Przy prezbiterium znajduje się sześć skarp, z czego połowa jest ustawiona ukośnie. 

#### Portale

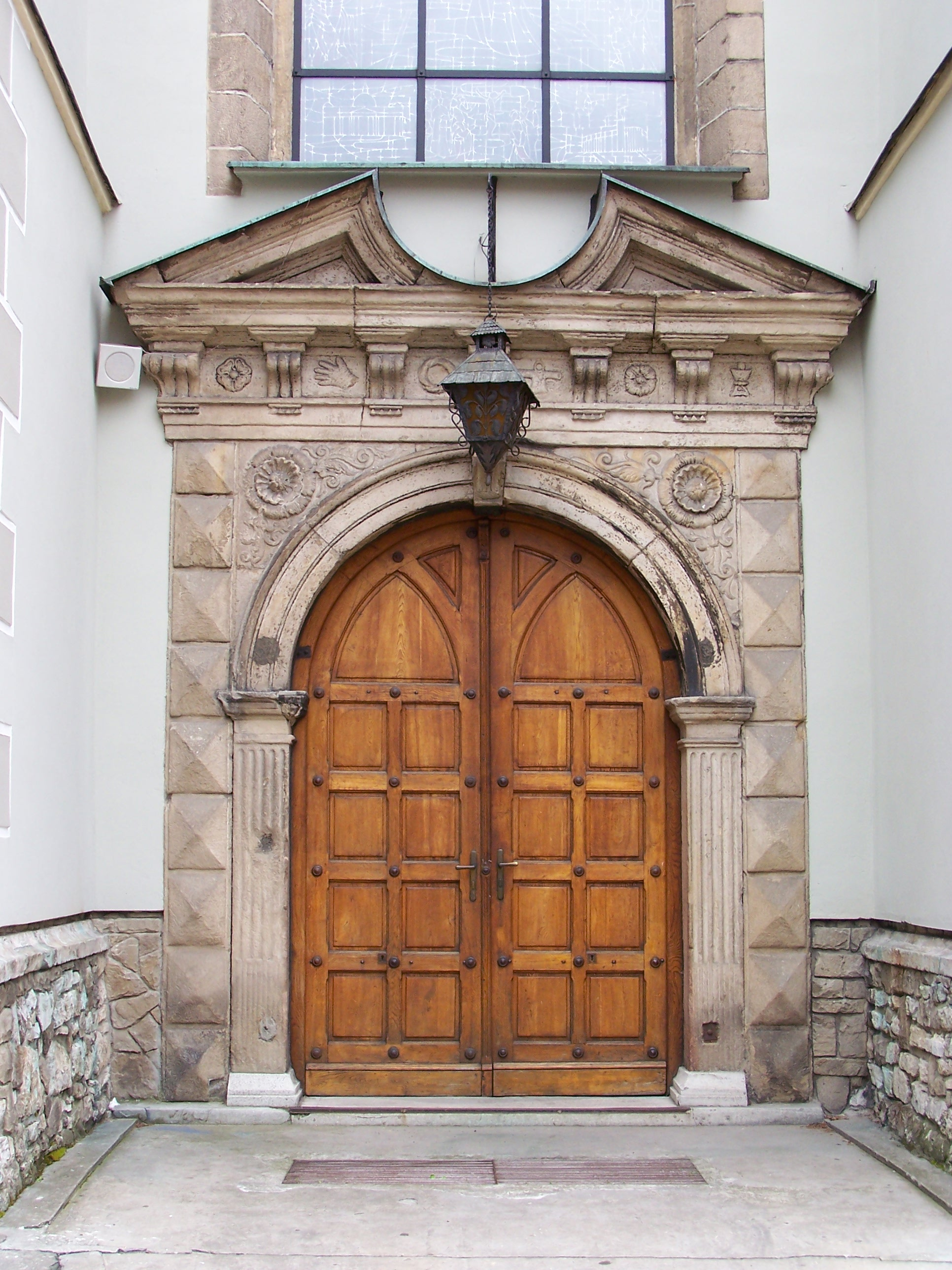
Boczny portal wejściowy

Od południowej i północnej strony nawy znajdują się kamienne portale, o takiej samej konstrukcji, jednak różniące się zastosowanymi ornamentami. W obu portalach umieszczono toskańskie żłobkowane pilastry, które podpierają archiwoltę o półkolistym kształcie z wolutą w kluczu. Belkowanie, ozdobione fryzem z konsolami, opiera się na archiwolcie oraz dwóch lizenach przylegających do pilastrów, wykonanych z kamieni szlifowanych w formie piramidek (rautów). Nad belkowaniem znajduje się trójkątny przyczółek, którego środkowa część jest półkolisto wygięta ku dołowi. Przestrzeń pomiędzy archiwoltą a belkowaniem wypełniają rozety oraz stylizowane motywy roślinne, natomiast metopy fryzu zdobią symbole Męki Pańskiej i rozety.

#### Dach
Dach nawy i prezbiterium pokryty został karpiówką. Umieszczona została w nim ośmioboczna wieżyczka z sygnaturką. Posiada latarnię o hełmie ostrosłupowym, przykryta została blachą.

### Wnętrze

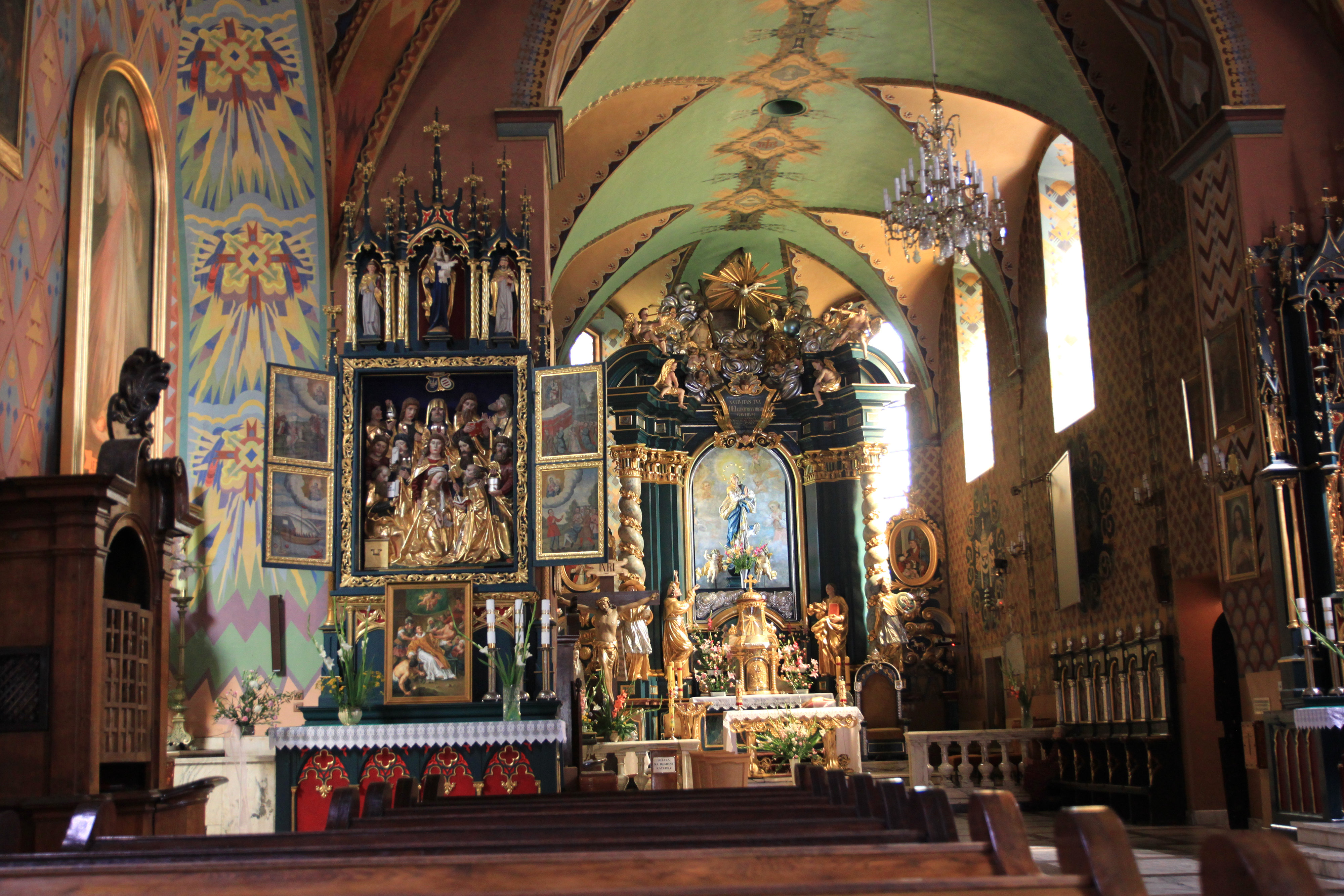
Widok wnętrza kościoła z ołtarzem głównym oraz szafkowym ołtarzem bocznym

Budynek posiada prezbiterium o prostokątnym kształcie, które zostało zamknięte trzema bokami ośmioboku. Razem z apsydą ma ono wymiary 15 m długości i 7,5 m szerokości. Nawa ma charakter mocno wydłużony i posiada wymiary 26,7 m długości i 10,5 m szerokości. Po północnej stronie nawy zlokalizowana została kaplica Wniebowzięcia Najświętszej Marii Panny (Komorowskich), natomiast po południowej – kaplica Habsburgów. Do północnej strony prezbiterium zostało dostawione ponadto prostokątne pomieszczenie, które dawniej pełniło rolę zakrystii, następnie zostało przekształcone na niewielki magazyn. Od wschodniej strony prezbiterium znajduje się nieduża sześcioboczna kaplica Ogrójca, natomiast od południowej strony prezbiterium umieszczona jest długa dobudówka, która składa się z dwóch części. Pierwsza z nich po stronie wschodniej służy za zakrystię, natomiast zachodnia była używana jako babiniec.
Prezbiterium kościoła wyposażone zostało w sklepienie kolebkowe z lunetami. Nawa została oddzielona od prezbiterium za pomocą tęczy o półkolistym łuku. Tęcza w odległości 6,8 m od łuku zachodniego została przedzielona na dwie części łękiem sklepiennym. Dłuższa z nich, zlokalizowana pomiędzy tęczą a łękiem posiada sklepienie sieciowe, natomiast krótsza, rozciągająca się od łęku do zachodniego muru, nakryta została sklepieniem kolebkowym z lunetami, osadzonym o 1,4 m wyżej.
Nawa posiada trzy arkady. Arkada ostrołukowa prowadzi do kaplicy Wniebowzięcia NMP, natomiast arkady orkrągłołukowe – do kaplicy Habsburgów oraz wieży.
Okna w prezbiterium kościoła są wysokie i zostały zamknięte spłaszczonymi łukami. Okna nawy we wschodniej części są wąskie i ostrołukowe, wyposażone w kamienne laski. Okna położone w zachodnim obszarze nawy są szerokie i zamknięte półkoliście.
Z prezbiterium do babińca prowadzi ostrołukowe wejście. Węgar obity został blachą, znajduje się na nim tarcza z wypisaną datą 1671. Do starej zakrystii z prezbiterium prowadzi wejście prostokątne, posiadające kamienne obramowanie i żelazne drzwi, wykonane w 1583 nakładem Jana Spytka Komorowskiego. Nawa wyposażona jest w dwa okrągłołukowe wejścia, zlokalizowane z jej północnej i południowej strony.
Do jedynych ozdobnych elementów architektonicznych nawy należą wsporniki umieszczone u spływu lunet na sklepieniu. Część nich zakończona została tarczami herbowymi Korczak, pozostałe tarcze zostały pozbawione herbu. Inne wsporniki zakończono ornamentami w kształcie gruszki, chwostu, stylizowanego kwiatu (rozety), żołędzia lub innymi.

### Wieża

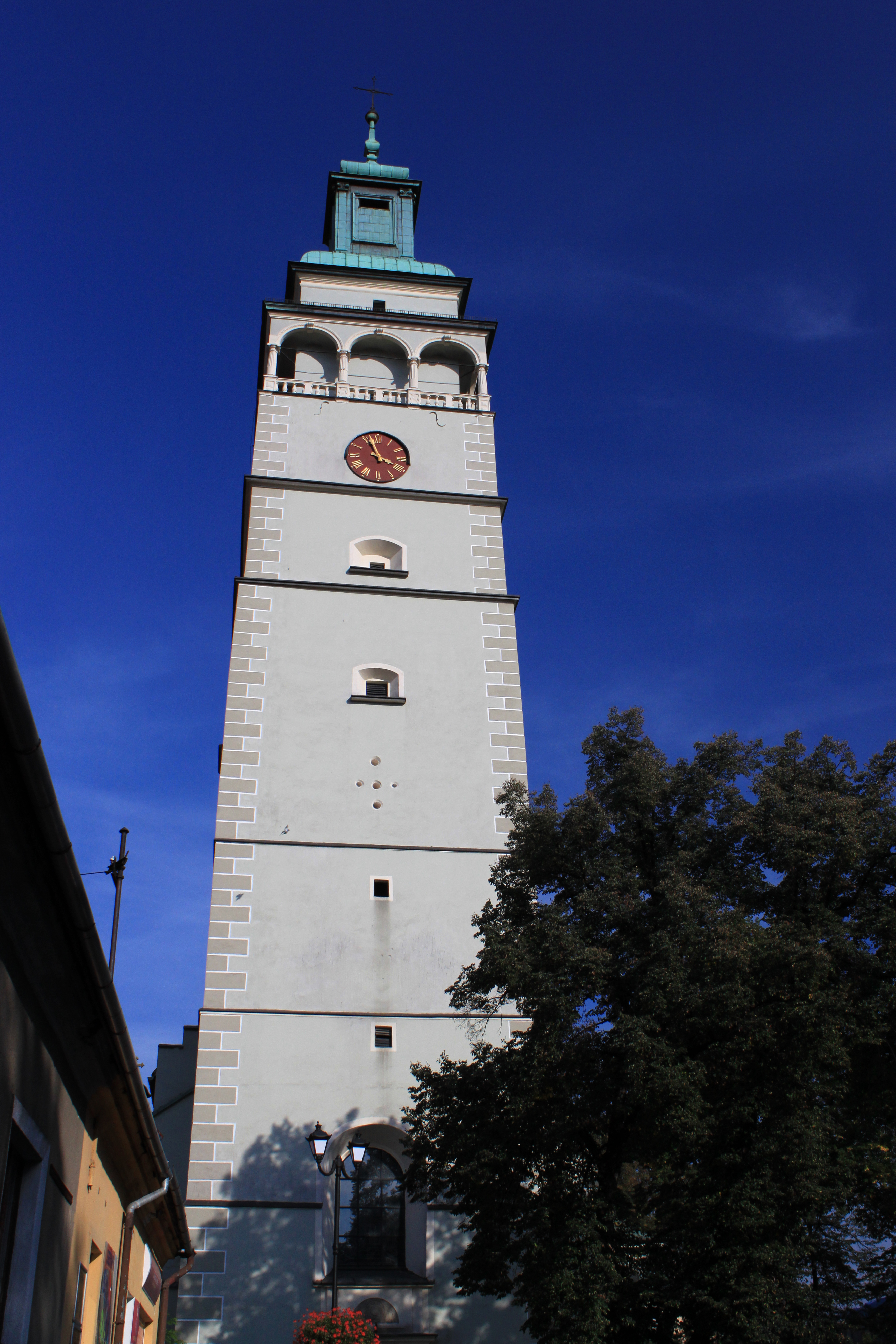
Wieża

Kościół posiada czworoboczną wieżę, która została dobudowana do nawy od jej zachodniej strony. Powstała ona na planie kwadratu o boku 10,5 m. Bez hełmu jej wysokość to 45 m, natomiast z hełmem wynosi 60 m (nie licząc gałki i krzyża). Wybudowana została do wysokości 27,5 m z kamienia łamanego, natomiast dalej wykorzystano cegłę.

#### Historia wieży
Część wieży wystawiona z kamienia powstała w okresie 1582–1583. W jej górnym poziomie umieszczone są półkoliście zamknięte wnęki znacznych rozmiarów, gdzie dawniej znajdowały się duże, bliźniacze okna, w których zawieszone były dzwony. Mury u postawy posiadają grubość 2,4 m, następnie do poziomu wnęk zwężają się do 2,15 m. Górny fragment wieży został wzniesiony w 1585 z cegły i zwieńczono go wówczas galerią. Zewnętrzna płaszczyzna nowszej części wieży jest cofnięta w stosunku do części starszej o 30 cm, w związku z czym grubość ceglanej części wynosi 1,85 m. W trakcie pożaru w 1711 wieża uległa w znacznym stopniu uszkodzeniu. Zniszczony został jej strzelisty hełm, więźba w jej wnętrzu oraz dekoracje namalowane w górnej części muru. Jeszcze w 1711 wieża został przykryta tymczasowym hełmem według projektu Piotra Bebera. W 1785 miał miejsce gruntowny remont wieży, podczas którego prowizoryczny hełm został zastąpiony nowym. Galeria na wieży została uszkodzona w 1945 w wyniku trafienia pociskiem artyleryjskim, a zniszczenia zostały naprawione w 1946.

#### Architektura wieży
W narożnikach wieży umieszczone zostały ciosy. Jej ściany dzielone są na siedem pięter wyznaczonych wąskimi gzymsami. Cztery dolne gzymsy, zlokalizowane na powierzchni murów wykonanych z kamienia, pozostają szersze w stosunku do pozostałych. Siódme piętro konstrukcji zostało wzniesione w kształcie arkadowej galerii, okrążającej zwężony tu do 6,85 m trzon wieży. Po bokach galerii znajdują się trzy arkady, które powstały z żłobkowanych kolumn jońskich zlokalizowanych na postumentach połączonych ze sobą archiwoltami o półkolistym kształcie, wyposażonymi w konsole w kluczach. Między postumentami rozciągają się balustrady z balasami o dwóch lalkach. Archiwolty udekorowane zostały ornamentem „wole oczy”, natomiast na płycinach postumentów znajdują się dekoracje geometryczno-roślinne. Na dwóch postumentach od strony zachodniej umieszczono kartusze z przedstawieniami herbu Korczak, którym posługiwali się fundatorzy obiektu, jak również herbu Leliwa, należącego do matki fundatorów.
W obszarze galerii wieży trzykrotnie został zastosowany złoty podział. Ściany znajdujące się nad arkadami zostały zamknięte wąskim gzymsem, zamkniętym i oprofilowanym. Zwężony trzon wieży wznosi się nad pulpitowym dachem jako kolejne, niskie pięterko, tworzące postawę jej hełmu. Hełm budowli złożony jest z czterospadowego, wysokiego dachu o profilu falistym, a także wysokiej czworobocznej latarni, która została ujęta w narożnikach pilastrami. Znajduje się tu także kopułka o cebulastej formie, zakończona gałką z umieszczonym w niej krzyżem.
Na najniższym poziomie wieży od zachodniej strony powstał portal, który tworzą dwie kolumny toskańskie. Podpierają one normalne belkowanie. Ponad kolumnami umieszczone zostało obszerne okno, zamknięte półkoliście i przechodzące w wyższą kondygnację. Pomiędzy oknem a portalem znajduje się półkolista, kamienna płaskorzeźba przedstawiająca herb Korczak ujęty w wieniec laurowy wraz z dwoma rogami obfitości.
Na fryzie znajdującym się na wieży widnieje napis „R. P. – 1924”, stanowiący datę odbudowy dawnego wejścia do wieży i wystawienia portalu. Wtedy też na wieży wmurowana została również płaskorzeźba z herbem Korczak, która wcześniej znajdowała się na Starym Zamku.
W murach wieży na prawie każdej kondygnacji wykute z każdej strony zostały niewielkie otwory okienne, które są rozglifione dwustronnie lub jednostronnie w kierunku do wnętrza wieży. Okna znajdujące się na czwartym piętrze zostały umiejscowione w prostokątnych, głębokich framugach, zamkniętych od górnej strony za pomocą półkola. Okna pięter umieszczonych pod galerią pozostają przesłonięte przez tarcze zegarowe, znajdujące się z każdej strony wieży.
U podstawy wieży znajduje się przestronne pomieszczenie, które przez arkadę o okrągłym łuku otwiera się na nawę i pełni funkcję kościelnego przedsionka. Powyżej tego pomieszczenia wnętrze wieży podzielone jest na kondygnacje za pomocą drewnianych belek i znajdujących się na nich desek. Na wyższe piętra wieży można dostać się jedynie z zewnątrz – po kamiennych, krętych schodach, które częściowo znajdują się w południowej ścianie wieży, a częściowo w półokrągłej wieżyczce od południowej strony. Z kolei od drugiego piętra w górę prowadzą drewniane schody znajdujące się we wnętrzu wieży.
W 1924 w zewnętrzną ścianę trzeciego piętra wieży zostały wmurowane kule armatnie pochodzące z lat potopu szwedzkiego.

#### Dzwony na wieży
Na wieży kościoła umieszczone zostały dwa dzwony zegarowe, a także dwie sygnaturki:
- Dzwon zegarowy pierwszy – dzwon godzinny o średnicy 90 cm, na jego szyi znajduje się napis „TENTO ZIMBAL DAL GEST SLIVATY GEHOMILLOSTY PAN FRIDRYCH STARRSY Z ZEROTINA A NA ZIDLOCHOWEŻYCH HOYTMAN MARKRABSWY MORAWSKEH LETHA 1569 MISTER ZACHARIAS MILNER”[16].
- Dzwon zegarowy dugi – dzwon kwadransowy o średnicy 65 cm powstały w 1744 w Brnie, ozdobiony ornamentem roślinnym zwisającym ku dołowi jego szyi, umieszczony został na nim ponadto napis „C. K. IN BRINN 1744“[17].
- Sygnaturka pierwsza – posiada średnicę 32,5 cm i została na niej wyrzeźbiona scena  Ukrzyżowania Jezusa Chrystusa, została taże ozdobiona zwisającym ornamentem palmetowym[17].
- Sygnaturka druga – pochodzi z 1712 i została odlana w Opawie, ma średnicę 27 cm, jej szyja również została wyposażona w ornament palmetowy[17].

### Zmiany w stosunku do pierwotnej bryły kościoła
W elewacji obiektu widoczne są trzy następujące po sobie etapy budowy kościoła. Skarpy umieszczone skośnie w połowie długości południowej i północnej części muru nawy, jak również skarpa skośna znajdująca się w połowie długości części południowej prezbiterium oznaczają granicę pierwotnego kształtu obiektu powstałego w XV wieku. Wzniesiony wówczas budynek został następnie wkomponowany w nową, większą budowlę, powstała w okresie 1515–1542. Powstało wówczas obecne prezbiterium oraz część nawy wyposażona w sklepienie sieciowe. Sklepienie to znajdowało się także dawniej w prezbiterium, jednak uległo ono zawaleniu w trakcie pożaru w 1711 i zostało następnie zastąpione podczas podwyższania ścian prezbiterium przez sklepienie kolebkowe. Podczas przebudowy dokonano również zmiany wysokości i kształtu dawniej ostrołukowych okien. Stare framugi okien są widoczne częściowo po stronie zewnętrznej muru czołowego prezbiterium, ponieważ okna te zostały usunięte podczas dostawiania kaplicy Ogrójca w 1639. Prezbiterium było do 1712 oddzielone od nawy głównej poprzez gotycką tęczę, zamykającą się bardzo nisko, której otwór został wówczas podwyższony w celu umożliwienia lepszego widoku. W trakcie prac przy powiększaniu kościoła nie zostały zmienione gotyckie okna umieszczone w nawie głównej. Środkowe okno na ścianie południowej zostało usunięte dopiero w 1929 podczas budowy kaplicy Habsburgów. Do czasów współczesnych zachowane zostało jedynie jedno, środkowe okno gotyckie ściany północnej.
W tracie odbudowy obiektu po pożarze z 1711 nowe dachy i sygnaturka powstały według projektu Piotra Bebera, a sygnaturka została przykryta blaszanym dachem przez kotlarza Ferdynanda z Krakowa. Nie dokonano odtworzenia gotyckiego szczytu wykonanego z cegły, który oddzielał wcześniej dachy nawy oraz prezbiterium i uległ zniszczeniu w pożarze.

## Wyposażenie wewnętrzne

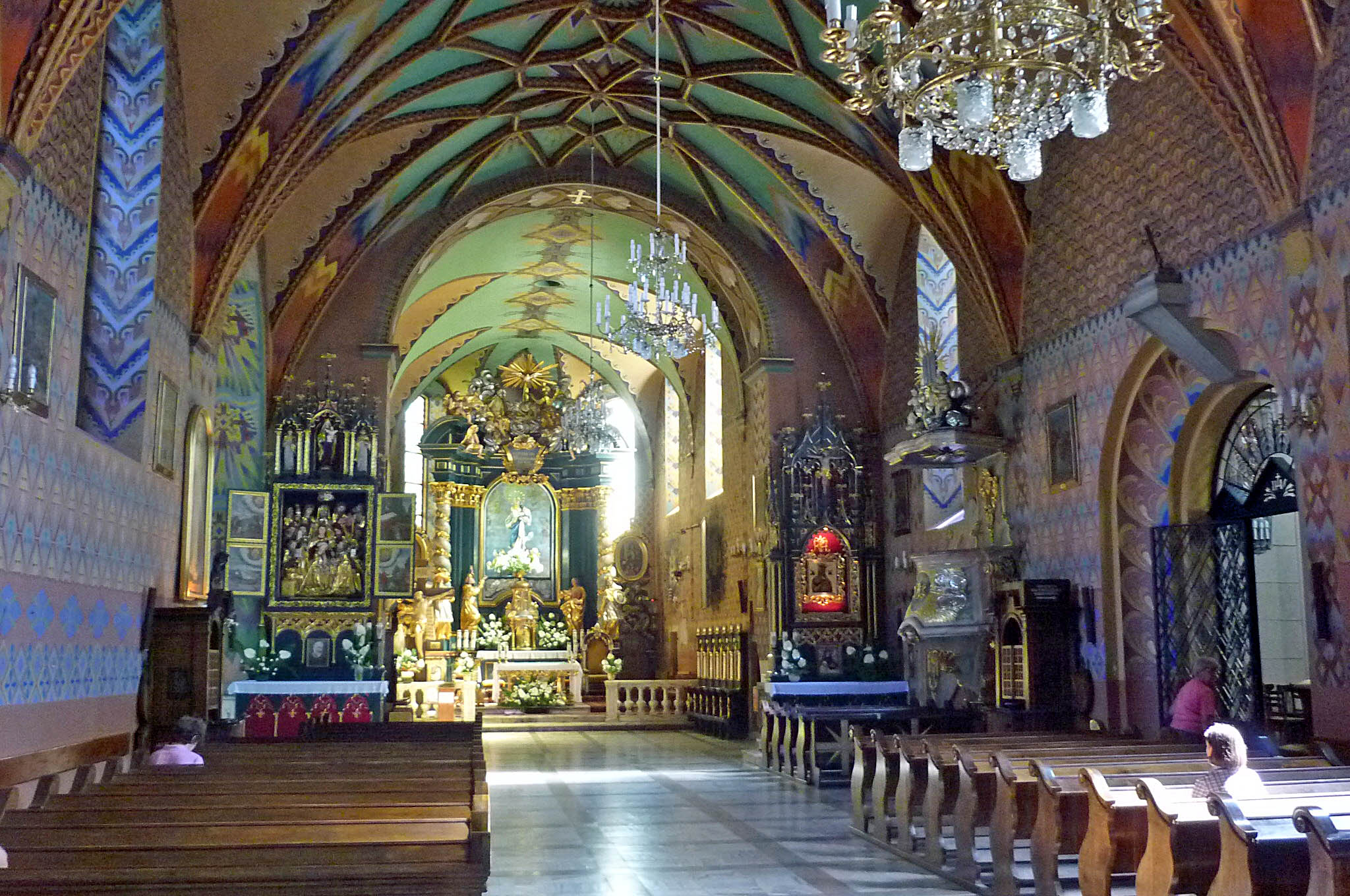
Wnętrze kościoła

### Ołtarze

#### Ołtarz główny
Ołtarz główny został wykonany w 1724 według projektu Pawła Giżyckiego przez snycerza Macieja Weissmana wraz z synem Józefem, pochodzących z Frydku. Środki na jego powstanie pochodziły z funduszy Franciszka Wielkopolskiego.
Ołtarz główny powstał z drewna i zawiera dwie kręcone kolumny z czterema figurami po bokach mensy przestawiającymi św. Hieronima, św. Franciszka, Jana Apostoła i św. Karola Boromeusza. U szczytu ołtarza umieszczono rzeźby wyobrażające Trójcę Świętą w towarzystwie aniołów. Znajdują się tu także dwie bramki, które zwieńczają nasadniki z zawieszonymi w nich owalnymi obrazami olejnymi z przedstawieniem św. Wojciecha i św. Stanisława wykonanymi na drewnie. Na pierwszej z bramek umieszczony jest kartusz z wizerunkiem herbu Starykoń. 
Nastawa ołtarzowa jest oprawą dla figury Matki Bożej Niepokalanie Poczętej, który znajduje się w głębi ołtarza, zaraz przed ścianą absydy, pozostając oświetlona za pomocą umieszczonych w niej dwóch okien. Posąg znajdował się początkowo na zwieńczeniu baldachimu ambony i został przeniesiony do ołtarza, zastępując pierwotną figurę Marii.

#### Ołtarz boczny lewy

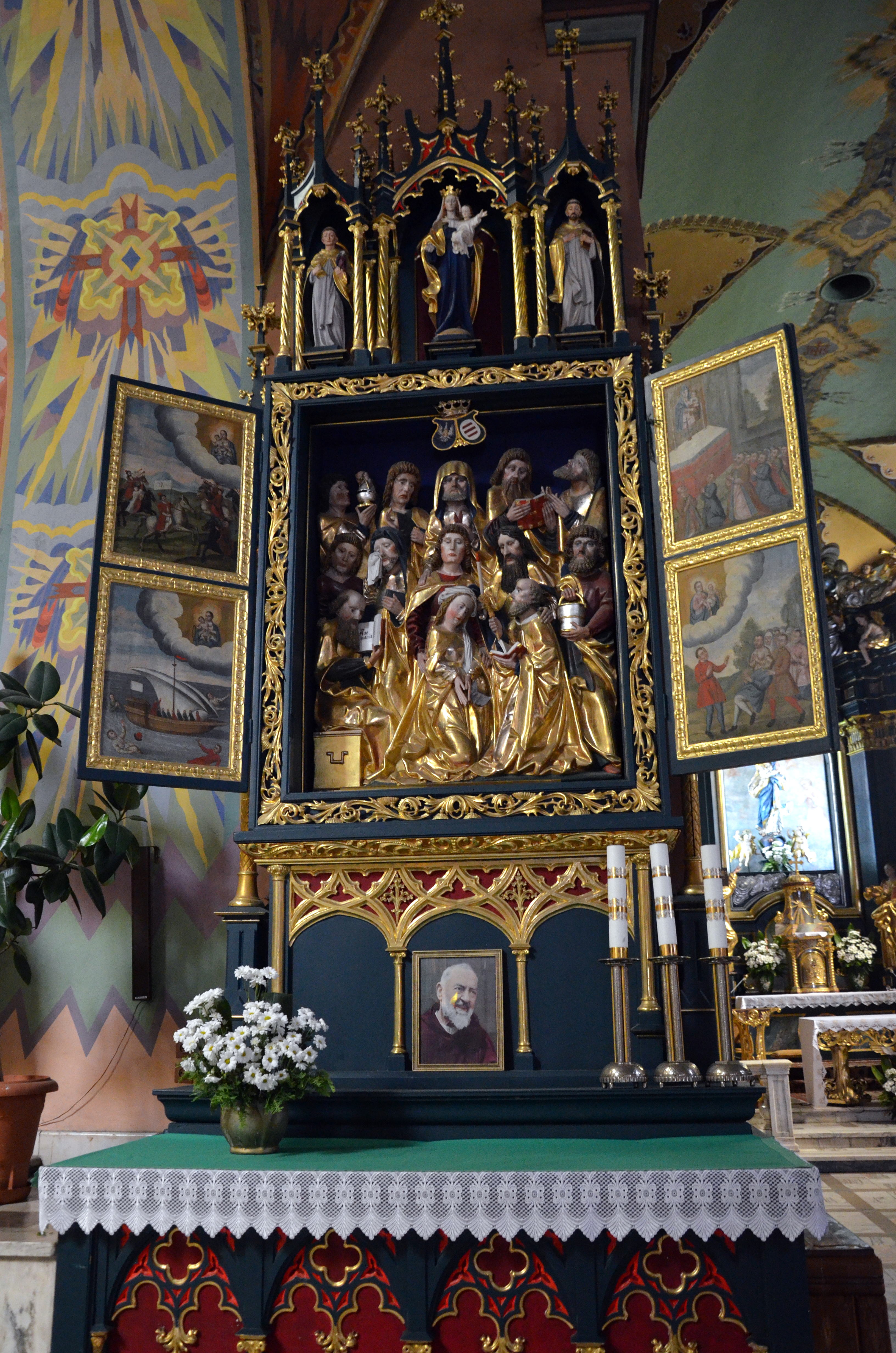
Lewy ołtarz boczny

Ołtarz boczny lewy wykonany został w 1931 w formie szafy z umieszczoną w niej drewnianą, późnogotycką płaskorzeźbą z przedstawieniem sceny Zaśnięcia Matki Bożej, powstałą około 1500 i posiadającą wymiary 130 x 150 cm. Jej polichromia pochodzi z późniejszego okresu. Maria ukazana jest w pozycji klęczącej i pozostaje otoczona przez apostołów, którzy stoją w trzech równoległych rzędach. Płaskorzeźba ta stanowi fragment ołtarza w formie szafkowej, który podczas najazdu tureckiego w 1541 został przewieziony z miejscowości Budiná do Kysuckého Nového Mesta przez węgierskiego magnata Szuniegha. Następnie ołtarz ten został nabyty tam w 1542 przez Wawrzyńca Komorowskiego z przeznaczeniem dla żywieckiego kościoła.
Ołtarz boczny zamykany jest przez dwa skrzydła, które wywodzą się z ołtarza należącego do Bractwa Matki Boskiej Różańcowej. Na każdym z nich umieszczone zostały po dwa obrazy na obu stronach skrzydeł, z których każdy ma wymiary 52 x 72 cm. Są to malowidła późnobarokowe, wykonane w 1643 przez Tomasza Dolabellę i ujęte w drewniane ramy. Wykonane zostały na drewnie techniką olejną. Na pierwszym skrzydle w części wewnętrznej w górnej części namalowany został św. Jacek, a poniżej Katarzyna ze Sieny. Na drugim skrzydle w górnej części wnętrza znajduje się obraz przestawiający św. Dominika, natomiast pod nim umieszczono wizerunek Róży z Limy. Zewnętrzne strony skrzydeł pokryto malowidłami z przestawieniem scen związanych z kultem Matki Boskiej Różańcowej. W górnej części lewego skrzydła znajduje się scena adoracji Matki Boskiej Różańcowej przez ludność ubraną w polskie stroje narodowe, w dolnej części przedstawienie Matki Boskiej Różańcowej jako ucieczki chorych, natomiast na skrzydle prawym u góry umieszczono Matkę Boską Różańcową jako patronkę w zwalczaniu pogaństwa, a u dołu – jako pomoc tonącym.

#### Ołtarz boczny prawy
Ołtarz boczny położony po prawej stronie nawy powstał w 1931. Znajdowała się w nim późnobarokowa, drewniana płaskorzeźba Świętej Anny Samotrzeciej o wysokości 133 cm. Następnie zawieszono w nim obraz Najświętszej Maryi Panny Nieustającej Pomocy.

### Ambona
Drewniana ambona z 1748 w stylu regencji posiada wybrzuszony korpus, który w przedniej części ozdobiony został napisem „MARIA” otoczonym przez płomienie, obłoki i putta. Ambona wyposażona została w baldachim zakończony rzeźbą tablic dekalogu, a w pierwotnym wyposażeniu znajdowała się na ich miejscu figura Marii Niepokalanie Poczętej, która została przeniesiona następnie do środkowej części ołtarza głównego. Zaplecek ambony oraz parapet zasłaniający schodki poprowadzone w ścianie kościoła udekorowano rzeźbionymi ornamentami regencyjnymi, kratkami, dzwonkowymi wisiorami, liśćmi akantu i rozetami.

### Chrzcielnica
W kaplicy Wniebowzięcia Najświętszej Marii Panny (kaplicy grobowej Komorowskich) umieszczona została chrzcielnica w kształcie kielicha o wysokości 113 cm (licząc bez pokrywy). Jej czara ma kształt półkolisty i wykonana została z kamienia z Pińczowa. Malowana farbą olejną. Umieszczono na niej pas z czterema puttami oraz datę 1583. Czara stanowi pozostałość renesansowej chrzcielnicy, którą w 1583 wykonał kamieniarz Maciej Świętek z Krakowa. Z późniejszego okresu pochodzi marmurowa podstawa chrzcielnicy i wykonana z miedzi pokrywa.

### Stalle
Barokowe stalle umieszczone są w prezbiterium, przy jego północnej i południowej ścianie.

#### Stalle północne
Część ze stalli przy ścianie północnej powstała w 1708 i została wykonana przez Jana Buczyńskiego, snycerza z Wielkiego Księstwa Litewskiego. Pozostałe z nich zostały wyrzeźbione w 1719 przez Jana i Nikodema Stefanowiczów z Żywca. Wszystkie stalle wykonane zostały z drewna. Ich zaplecek został podzielony na sześć pół, które posiadają formę ślepych arkadek, a w nich umieszczone zostały płaskorzeźby pokryte polichromią, przedstawiające sceny Zwiastowania Pańskiego, Zaślubin Marii, Nawiedzenia Marii, Narodzenia Jezusa, Ofiarowanie Jezusa w Świątyni Jerozolimskiej oraz ucieczkę Marii i Józefa wraz z Jezusem do Egiptu. Początkowo stalle północne posiadały 12 miejsc siedzących, w 1725 doszło do ich skrócenia.

#### Stalle południowe
Zostały wykonane w 1725 przez Krzysztofa Fabiańskiego z Sopotni Małej według wzoru stalli znajdujących się już w kościele. Ich konstrukcja jest identyczna jak stalli północnych. Znajdujące się w nich płaskorzeźby obrazują sceny Ostatniej Wieczerzy, modlitwy Jezusa w Getsemane, biczowania Jezusa, nałożenia Chrystusowi korony cierniowej, upadku Jezusa pod niesionym krzyżem, wizerunek Świętej Weroniki oraz moment ukrzyżowania Jezusa Chrystusa.

#### Pozostałe wyposażenie
W kościele znajdują się konfesjonały wykonane w stylu późnego baroku w latach 1764–1800. Obok ołtarza głównego ustawiony został drewniany i polichromowany krucyfiks z około 1400, pochodzący z kościoła Świętego Krzyża. Wyposażenie kościoła stanowi także barokowa kropielnica, posiadająca kształt kielicha i mierząca 89 cm wysokości.

### Krypty w nawie głównej
W znajdujących się pod posadzką głównej nawy kryptach zlokalizowane są miejsca pochówku duchownych, wybitniejszych mieszczan oraz urzędników. W krypcie umieszczonej pod konfesjonałem przy wejściu do kaplicy Wniebowzięcia Najświętszej Maryi Panny pochowano Andrzeja Komonieckiego oraz jego żonę Zofię z Kalfasowiczów.

### Epitafia i nagrobki

#### Epitafium Piotra Komorowskiego
Nad wejściem do dawnej zakrystii wmurowane zostało marmurowe, renesansowe epitafium właściciela państwa żywieckiego Piotra Komorowskiego, zmarłego po 1477, który został pochowany w Żywcu razem ze swoimi synami, Aleksandrem i Janem Komorowskimi. Zostało ono wykonane w II połowie XVI wieku z polecenia Jana Spytka Komorowskiego.

#### Epitafium Jana Chwastkiewicza i Anny z Mijalskich Chwastkiewicz
Epitafium upamiętniające mieszkających w Żywcu Jana Chwastkiewicza wraz z żoną Anną z Mijalskich. Powstało z czarnego marmuru i zostało wytworzony dzięki środkom finansowym ich rodziny.

#### Pozostałości nagrobków Anny Walaszkówny i Jana Spytka Komorowskiego
W arkadzie pomiędzy kaplicą Wniebowzięcia Najświętszej Marii Panny a nawą główną umieszczona została pozostałość nagrobka Anny Walaszkówny, będącej żoną Jana Spytka Komorowskiego. Stanowi tablicę nagrobną o wymiarach 64,4 cm x 61,3 cm, wykonaną z czerwonego marmuru. Umieszczony został na niej napis w języku łacińskim. Tablica jest fragmentem dawnego nagrobka Anny Walaszkówny pochodzącego z 1583 i wykonanego z funduszy jej męża przez Macieja Świętka z Krakowa. Nagrobek ten stanowił przedstawienie Walaszkówny w pozie stojącej i uległ zniszczeniu podczas pożaru kościoła w 1711.
W kaplicy Wniebowzięcia Najświętszej Marii Panny znajduje się także kamienna, renesansowa herma o wysokości 66,5 cm przestawiająca mężczyznę, która była wcześniej częścią nagrobka Jana Spytka Komorowskiego, będącego przestawieniem zmarłego w formie posągu w pozycji leżącej. Nagrobek powstał z polecenia samego Jana Spytka Komorowskiego w 1583 i został wytworzony przez Macieja Świętka. Podobnie jak nagrobek jego żony, został on zniszczony w trakcie pożaru w 1711.

#### Nagrobek Marcina Miękińskiego i Marii z Łuszczykiewiczów Miękińskiej
Nagrobek Marcina Miękińskiego, zmarłego w 1824 oraz jego żony Marii z Łuszczykiewiczów, zmarłej w 1833. Powstał z czarnego marmuru i alabastru. Ma kształt obelisku zakończonego urną. Został wystawiony przez syna zmarłych ks. M. Miękińskiego w 1836, wykonał go zakład Jana Galli w Krakowie.

## Kaplice

### Kaplica Ogrójca
Przylega do prezbiterium od strony wschodniej i została wybudowana w 1639 poprzez połączenie trzema cienkimi murami czołowych skarp prezbiterium. Została przykryta wewnątrz sześciokątna kopułką, natomiast na zewnątrz narożniki kaplicy zostały zaakcentowane lizenami. W frontowej ścianie umieszczone zostało prostokątne wejście, a w bocznych murach znajdują się małe, półkoliste okna.
Znajduje się tu drewniany ołtarzyk z dwoma kolumnami powstały w 1639 i ufundowany przez Krzysztofa Mrzygłodowicza, pośrodku którego znajduje się figura ukazująca Jezusa podczas modlitwy w Getsemane. Ołtarz wykonany został z drewna pokrytego polichromią. Na gzymsach umiejscowiono dwa aniołki z narzędziami Męki Pańskiej. Boki ołtarza zdobią płaskorzeźby aniołów, które u dołu łączą się z ozdobnym, chrząstkowym wzorem.

### Kaplica Habsburgów

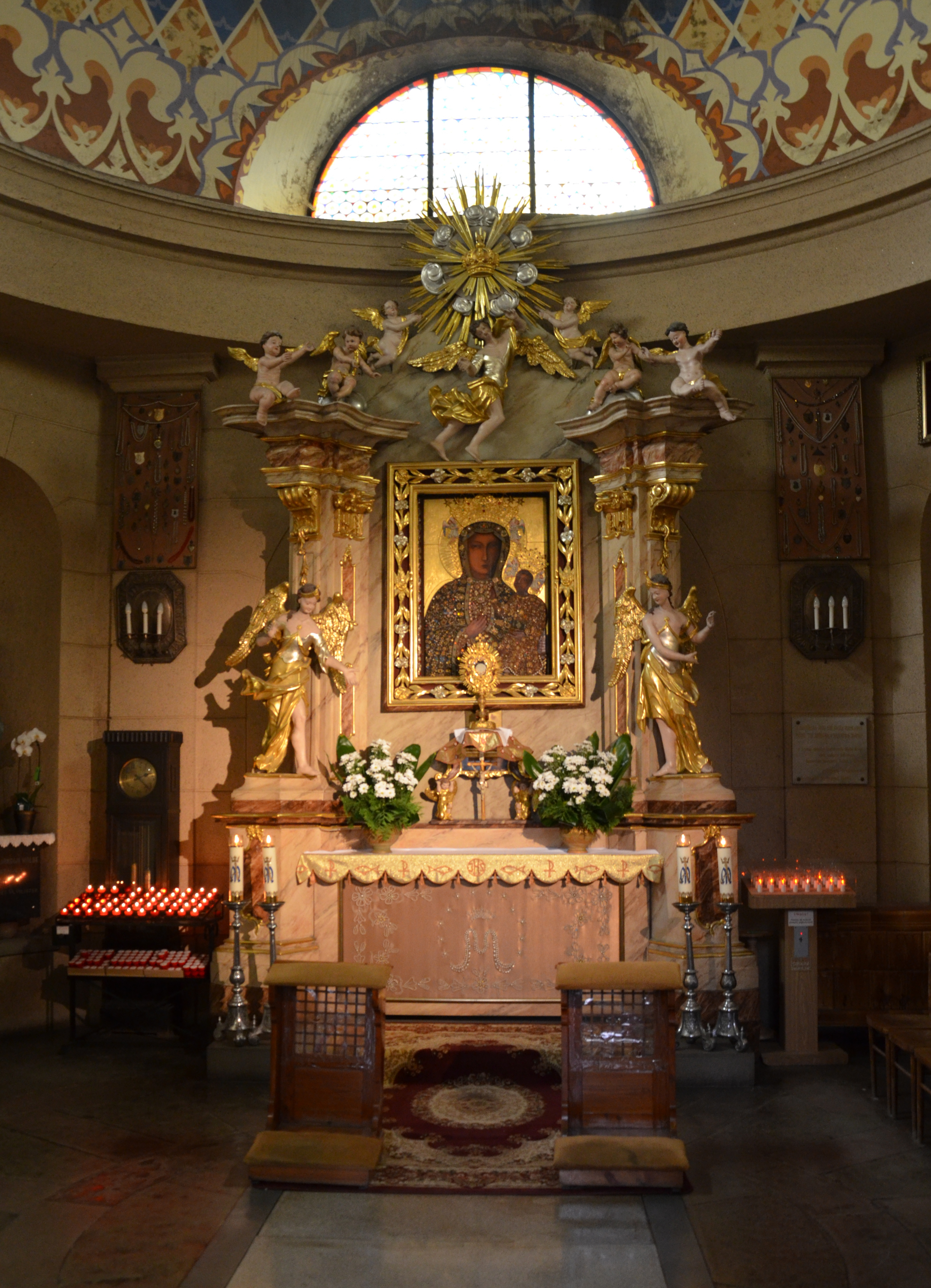
Kaplica Habsburgów

Powstała w 1929 według projektu Franciszka Mączyńskiego. Znajduje się w niej ołtarz Matki Boskiej Częstochowskiej pochodzący z około 1764. Obraz znajdujący się w ołtarzu stanowi dzieło współczesne. W kaplicy umieszczona jest także późnobarokowa płaskorzeźba Świętej Anny Samotrzeciej, znajdująca się wcześniej w prawym ołtarzu bocznym.
Kaplica ta stanowi kaplicę grobową rodziny Habsburgów. Pochowany tu został Karol Stefan Habsburg razem ze swoją żoną Marią Teresą, a także dzieci ich syna Karola Olbrachta Habsburg-Lotaryńskiego – Olbracht Maksymilian Altenburg i Maria Krystyna Altenburg.

### Kaplica Wniebowzięcia Najświętszej Marii Panny
Kaplica powstała jako miejsce pochówku członków rodziny Komorowskich. Wybudowana została w latach 1596–1608. Pozostaje wyniesiona o 7 stopni ponad poziomem kościelnej posadzki. Została wybudowana na planie prostokąta i złożona jest z wysokiej części dolnej, nad którą rozpościera się bęben przykryty kopułą zwieńczoną latarnią. We wnętrzu ściany kaplicy pozostają gładkie i pozbawione są podziałów architektonicznych. W ścianach wschodniej i zachodniej umieszczone zostały duże okna zamknięte półkoliście, natomiast okno znajdujące się w ścianie północnym zostało zamurowane. W bębnie znajdują się cztery okna o okrągłym kształcie i kamiennych obramowaniach, które przyozdobiono ornamentami przedstawiającymi liście akantu oraz dekoracjami wijących się roślin.
Kopuła kaplicy została zaplanowana na rzucie koła, posiada półkolistą sylwetkę. Jej czasza przy otworze latarni posiada stiukową dekorację z 1709, sfinansowaną przez Franciszka Wielopolskiego, na którą składają się głownie figurki z wyobrażeniem główek putta, połączone ze zwisającymi girlandami złożonymi z owoców. Bęben został zwieńczony gzymsem udekorowanym ząbkami. Latarnia została ozdobiona toskańskimi pilastrami, które dzielą ją na części, a przestrzenie między łukami łączącymi pilastry wypełniono kamiennymi rzeźbami z motywami liści i kwiatów. Kopułkę wieńczy krzyż w kolorze złotym.
Na zewnętrznej ścianie kaplicy w dolnej części umiejscowiony jest cokół, natomiast u góry znajduje się delikatnie profilowany gzyms, pod którym umieszczono napis: „VIRGO ANTE PARTUM VIRGO IN PARTUM ET VIRGO POST PARTUM: ORA SEMPÈR PRO NOBIS DOMINUM DEUM NOSTRUM: ASSUMPTA EST MARIA IN COLEUM GAUDENT ANGELI LAUDANTES BENEDICUNT DOMINUM ALLELUIA EXALTATA EST SANCTA DEI GENIRIX SUPER CHOROS ANGELORUM AD COELESTIA REGNA ALLELUIA ANNO 1596”. W murze północnym położona jest głęboka wnęka, zamknięta półkoliście, będąca dawnym, zamurowanym oknem. Jest w nim umieszczone malowidło przestawiające św. Antoniego Padewskiego.
W kaplicy zlokalizowany jest późnobarokowy, drewniany ołtarz z XVIII wieku, wyposażony po bokach w figury Jana Nepomucena i Jana Kantego, natomiast u jego szczytu znajduje się figura Jana Chrzciciela. Pośrodku ołtarza umiejscowiony został obraz z wizerunkiem św. Józefa, ufundowany przez Andrzeja Komonieckiego w 1702 i przeniesiony tu z prezbiterium. Wcześniej w ołtarzu znajdował się obraz św. Antoniego Padewskiego.
W krypcie kaplicy pochowani zostali przedstawiciele rodziny Komorowskich. Ich nagrobki, poza marmurową płytą z grobu Anny Walaszkówny i fragmentem dekoracji grobu jej męża Jana Spytka Komorowskiego w formie hermy, nie zostały zachowane w wyniku ich zniszczenia podczas pożaru w 1711.

## Chór muzyczny

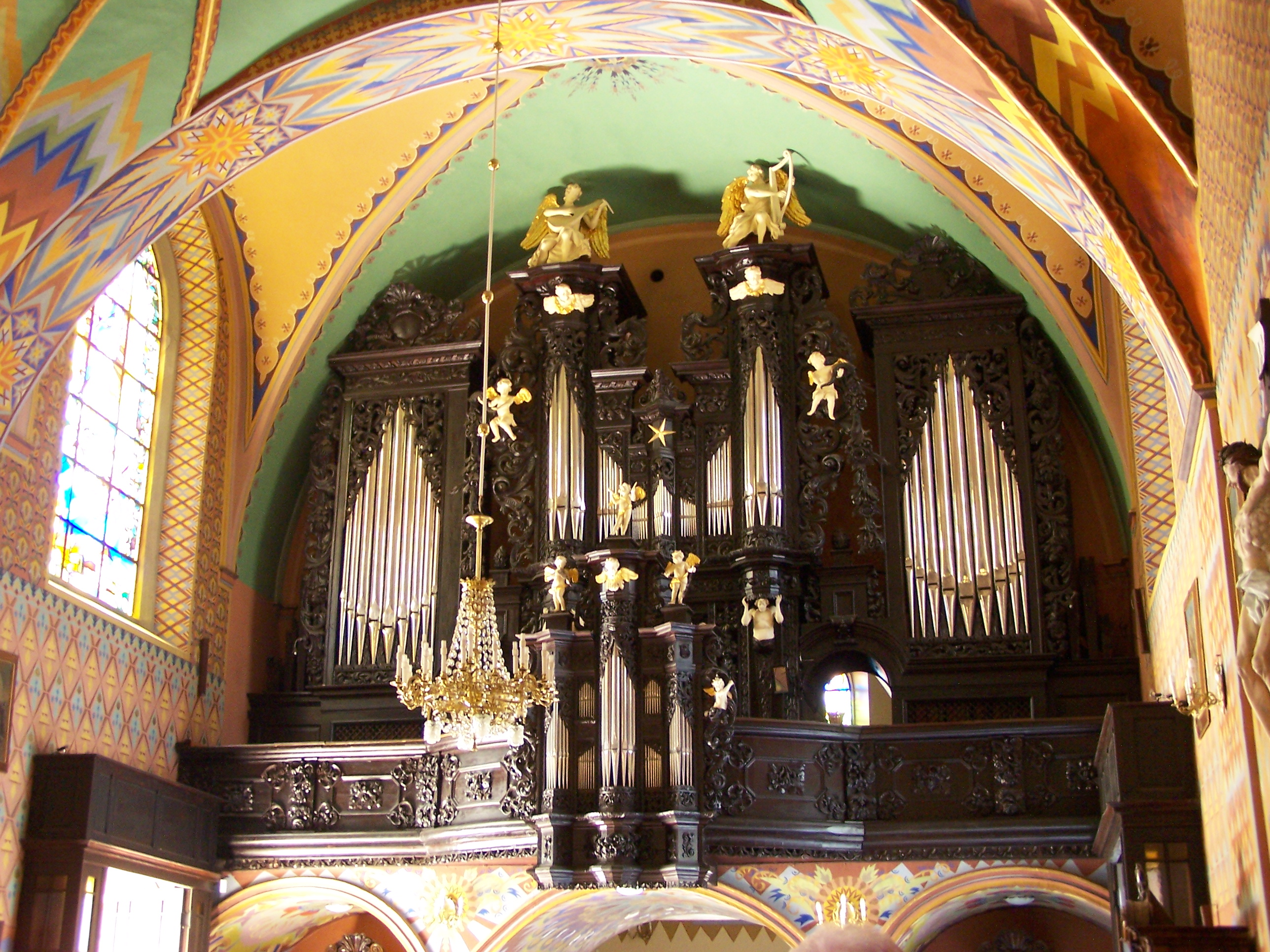
Chór muzyczny z organami

Murowana część chóru muzycznego powstała w 1713 i została wzniesiona przez żywieckiego murarza Aleksandra Kucharskiego oraz pochodzącego z Jeleśni murarza Jakuba Płazę. Organy wybudowane zostały w latach 1713–1714 przez Ignacego Ryszaka z Opawy i sfinansowane przez Franciszka Wielopolskiego. W 1721 dokonano remontu organów, który przeprowadził organmistrz Jakub, będący zakonnikiem z Klasztoru Karmelitów „Na Piasku” w Krakowie. Kolejna restauracja instrumentu miała miejsce w 1766 i dokonał jej Antoni Jaskulski. Następne prace remontowe organów wykonywane były w 1820 i 1826 przez przedsiębiorstwo Braci Rieger z siedzibą w Karniowie. W 1933 zakład ten dokonał budowy nowego instrumentu w miejsce dotychczas istniejącego. Dzięki temu w szafie organowej z 1714 zostały zamontowane nowe organy dwudziestoczterogłosowe. Wyposażone zostały w dwie klawiatury ręczne, jak również pedał, pneumatyczny system transmisji dźwięku i rejestrów oraz stożkowe wiatrownice. W instrumencie znajduje się dźwignia do kalikowania, która uruchamia położony wewnątrz szafy organowej miech pływakowy, zasilający pierwszy manuał oraz pedał. Z tyłu szafy organowej umieszczono oddzielny miech, przeznaczony do obsługi drugiego manuału. W pobliżu tego miecha zamontowano dodatkowo elektryczną dmuchawę.
Chór muzyczny opiera się na murowanej podstawie złożonej z trzech arkad, wspartych na niskich, podwójnych kolumnach. Drewniany parapet chóru podzielony jest lizenami na prostokątne pola, a na jego środkowej, lekko wypukłej części umieszczony jest pozytyw. Posiada on trzy wieżyczki ozdobione figurkami grających i śpiewających aniołków. Środkowa wieżyczka jest wyższa i zaokrąglona, a boczne niższe i zakończone trójkątnie.
Główne organy zajmują całą tylną ścianę nawy. Ich centralna część również ma trzy wieżyczki, ale w odwrotnej kompozycji niż pozytyw – środkowa jest mniejsza i trójkątna, a boczne większe i zaokrąglone. Wieżyczki te podtrzymywane są przez hermy i zwieńczone figurkami aniołów grających na lutni i harfie. Boki organów mają formę wysokich, prostokątnych ram i są połączone z częścią środkową dwiema półkolistymi bramkami.
Zarówno parapet chóru, jak i drewniana konstrukcja pozytywu oraz organów głównych są bogato zdobione rzeźbami w stylu późnego baroku. Dekorację tworzą bujne, skręcone liście akantu razem z karbowanymi wstęgami, girlandy, bukiety kwiatów i owoców, muszle, ozdobne zawieszki w kształcie dzwoneczków i inne detale. Towarzyszą im kolejne figurki aniołków – putta z rogami obfitości, z których wysypują się kwiatowe festony, putta trzymające liście akantu, a także skrzydlate główki aniołków.

## Otoczenie kościoła

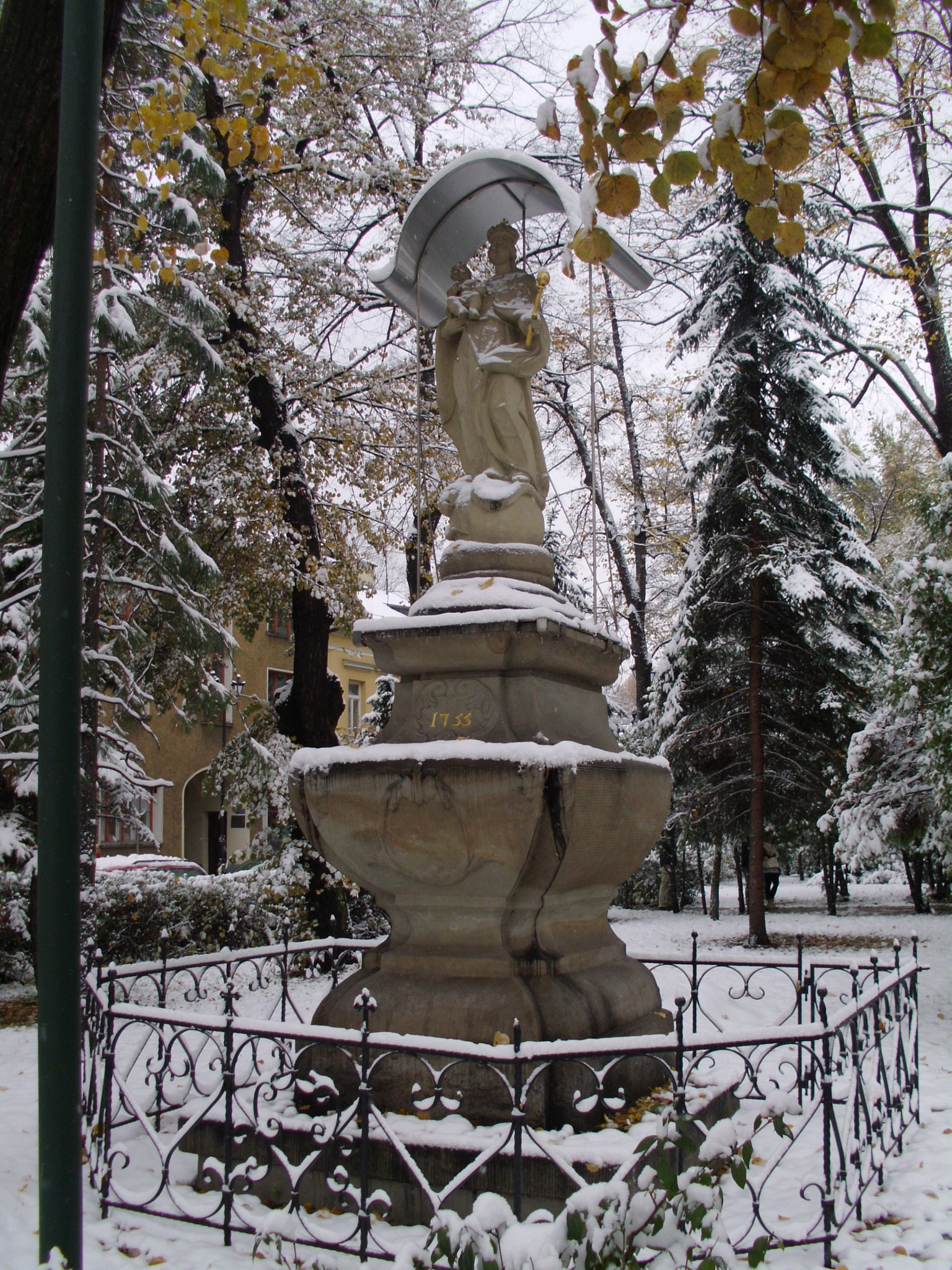
Figura Matki Boskiej z Dzieciątkiem przed kościołem

Do końcówki XVIII wieku świątynię okalał cmentarz. Był on ogrodzony murem wzniesionym z kamienia, w którym znajdowały się furty prowadzące w kierunku plebanii, szkoły, kościoła Świętego Krzyża oraz zamku.
Przy kościele zlokalizowana jest wykonana w 1755 barokowa, kamienna figura Matki Boskiej z Dzieciątkiem – Królowej Nieba i Ziemi. Ponadto obok budynku znajduje się posąg z 1980 ukazujący Jezusa Chrystusa, który został wyrzeźbiony przez Czesława Dźwigaja.